# 정인조
정인조(1964년 11월 23일 ~)는 쌍방울 레이더스의 전 야구 선수이며 1987년 한국프로야구 신인 드래프트에서 롯데에 2차지명됐으나  상무에 입대했고 군 제대 후 롯데 지명권이 소멸되자 1990년 한국프로야구 신인 드래프트에서 쌍방울에 재지명(2차)됐다.
통산 2경기 4.1이닝 ERA 14.54를 기록했으며 1991년 6월 13일 대구 삼성전에서 5개의 피홈런을  허용하기도 했다.

## 출신 학교
- 광주동성중학교
- 광주동성고등학교
- 건국대학교

## 같이 보기
- 1991년 쌍방울 레이더스 시즌